# Buchsgau
El landgraviat de Buchsgau fou un territori feudal de Suïssa els límits del qual només són coneguts per una descripció del 1428 que el situa entre el Cantó del Jura i l'Aar des del Siggern prop de Flumenthal, a Erlinsbach (batllies de Gösgen, Bechburg i Falkenstein a Soleure i batllia de Bipp a Berna) 
El 1040 s'esmenta "in comitatu Buxcouue" i el 1080 el "comitatus nomine Härichingen [Härkingen] in pago Buhsgowe"; això mostra que el Buchsgau era un terme geogràfic format per diverses jurisdiccions menors amb drets comtals; l'alta justícia i els drets de regalia pertanyien a un landgravi que no s'esmenta fins al segle xiv quan el landgraviat havia estat concedit en feu pel bisbat de Basilea als comtes de Froburg, de Neuchatel-Nidau, de Kyburg i de Thierstein. Aquestos darrers van heretar una part el 1376 per matrimoni i es van extingir el 1418 passant als senyors de Falkenstein. Les ciutats de Berna i Soleure van comprar el drets dels Falkestein i altres i van dominar el landgraviat com territori comú de les dues, fins al 1463 que es van repartir els territoris: la part superior més amunt d'Olten amb Bipp, fou per Berna, i la resta, o sigui la part inferior, per Soleure (amb les valls de Balsthal i de Gulden i el castell de Neu-Bechburg).